# (14413) Geiger
(14413) Geiger ist ein Asteroid des Hauptgürtels, der am 5. September 1991 von den deutschen Astronomen Freimut Börngen und Lutz D. Schmadel an der Thüringer Landessternwarte Tautenburg (IAU-Code 033) in Thüringen entdeckt wurde.
Der Asteroid wurde am 26. Juli 2000 nach dem deutschen Physiker Hans Geiger (1882–1945) benannt, der 1928 zusammen mit seinem Doktoranden Walther Müller das nach den beiden als Geigerzähler (auch Geiger-Müller-Zählrohr) benannte Zählrohr zur Messung ionisierender Strahlung entwickelte.